# 2011 في كوريا الجنوبية
فيما يلي قوائم الأحداث التي وقعت خلال عام 2011 في كوريا الجنوبية.

## رياضة
- 4 سبتمبر – بطولة العالم لألعاب القوى 2011

## ظهور
- 1 يناير – تربل ميكر

## أفلام
من الأفلام التي صدرت هذه السنة في كوريا الجنوبية:
- 1 يناير – القط
- 1 يناير – دائما معي من إخراج سونغ إيل غون [الإنجليزية]‏.
- 1 يناير – طريقي من إخراج Kang Je-gyu [الإنجليزية]‏.

## برامج ومسلسلات وأنمي
- ستار كينغ

## وفيات

### مايو
- 2 مايو – شيجيو يايجاشي (مواليد 1933) لاعبو كرة قدم يابانيون.